# Ray Baartz
Ray Baartz (* 6. März 1947 in Newcastle) ist ein ehemaliger australischer Fußballspieler.

## Leben
Ray Baartz spielte in seiner Jugend zunächst für den australischen Verein Adamstown Rosebuds. Als er 17 Jahre alt war, nutzte sein Club Kontakte zu Manchester United, um ihn und seinen Mannschaftskameraden Doug Johns für drei Monate dorthin zu schicken. Beide sollten bei Manchester spielerische Erfahrung sammeln. Während Johns nach drei Monaten wieder nach Australien zurückkehrte, wurde Baartz von Trainer Matt Busby gefragt, ob er bei Manchester bleiben wolle. Der Verein war von seinen fußballerischen Fähigkeiten so beeindruckt, dass er einen Zweijahresvertrag erhielt. Nach dem Auslaufen seines Vertrags kehrte er 1966 überraschend wieder nach Australien zu seinem alten Club Adamstown zurück, wechselte aber bereits kurze Zeit später für die damalige Rekordablösesumme von 5600 A$ zu Sydney Hakoah. Bis zu seinem Karriereende 1974 schoss er in 236 Ligaspielen insgesamt 211 Tore. Für die australische Fußballnationalmannschaft bestritt er zudem 48 Spiele, in denen er 19 Treffer erzielte. Nach einer lebensbedrohlichen Verletzung, die er sich in einem Länderspiel zugezogen hatte, musste Baartz 1974 seine sportliche Karriere beenden. Zu diesem Zeitpunkt galt er als einer der besten australischen Spieler.
Im Anschluss an seine Karriere als Spieler führte er ein Sportartikelgeschäft in Newcastle.
Für seine Verdienste um den australischen Fußballsport wurde Ray Baartz 1985 in die Sport Australia Hall of Fame aufgenommen.

## Vorzeitiges Karriereende
Höhepunkt seiner internationalen Karriere sollte die Teilnahme an der Fußballweltmeisterschaft 1974 in Deutschland werden. Australien hatte sich bereits für die Teilnahme am Endrundenturnier qualifiziert. In zwei Testspielen traf die Mannschaft auf Uruguay. Während des Spiels wurde er zweimal brutal gefoult. Eine Attacke von Luis Garisto traf ihn dabei direkt an der Halsschlagader, die daraufhin anschwoll.
Am nächsten Tag kam er mit Lähmungserscheinungen im linken Arm in ein Krankenhaus, wo er für zwei Tage das Bewusstsein verlor. Die Ärzte rieten ihm später indirekt davon ab, seine Karriere fortzusetzen, da eine erneute Verletzung der Arterie möglicherweise zum Tod führen könnte.
Der Verband beschloss, Baartz als Manager zur Weltmeisterschaft mitzunehmen.